# Дроздов, Глеб Борисович
Глеб Бори́сович Дроздо́в (27 ноября 1940, Орск, ныне Оренбургская область — 16 декабря 2000, Тольятти, Самарская область) — советский и российский театральный режиссёр. Народный артист РСФСР (1982). Лауреат Государственной премии РСФСР им. К. С. Станиславского (1974). Основатель и художественный руководитель первого контрактного театра страны — тольяттинского драматического театра «Колесо».

## Биография
Глеб Дроздов родился 27 ноября 1940 года в семье актёров, в Орске (ныне — Оренбургская область).
Играть на сцене начал ещё в детстве. В 1961 году Дроздов поступил в ГИТИС на режиссёрский факультет к А. А. Гончарову. Свой дипломный спектакль ставил в Нижнем Новгороде.
В 1966 году, после окончания ГИТИСа, год работал главным режиссёром Саратовского цирка.
В 1967—1969 годах работал режиссёром Бакинского театра Русской драмы.
В период с 1969 по 1983 Дроздов — главный режиссёр Воронежского АТД имени А. В. Кольцова. В 28 лет Глеб Дроздов стал самым молодым главным режиссёром в СССР. Он заведовал кафедрой актёрского мастерства в Воронежском институте искусств.
С 1983 по 1988 год Глеб Дроздов работает главным режиссёром Ярославского академического театра драмы имени Ф. Г. Волкова и параллельно преподаёт актёрское мастерство в Ярославском театральном институте.

Мемориальная доска на здании театра «Колесо»

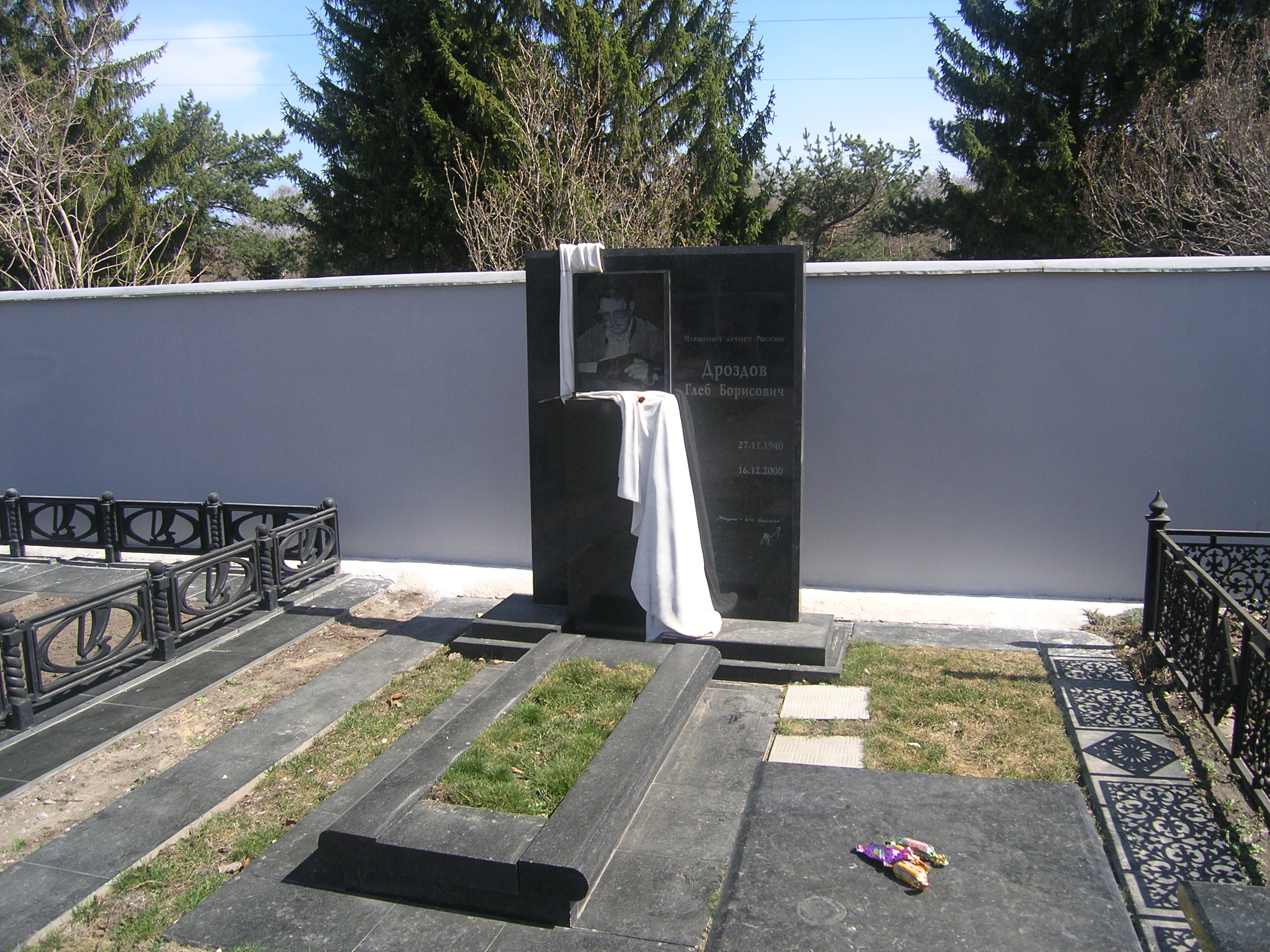
Могила на Баныкинском кладбище Тольятти

В 1988 году по предложению первого секретаря горкома КПСС Тольятти Сергея Туркина создает в городе первый в России контрактный театр «Колесо» и становится его художественным руководителем.
В 1990—1994 годах — руководитель курса студии ГИТИСа при театре «Колесо».
С 1994 года — заведующий кафедрой актёрского мастерства Волжского университета имени В. Н. Татищева.
За годы работы Глебом Борисовичем был поставлен 91 спектакль, 28 из них — в театре «Колесо». Среди спектаклей театра выделялись «Звёзды на утреннем небе» А. М. Галина и «Я бедный Сосо Джугашвили» В. Коркия (1989), «Женитьба» Н. В. Гоголя и «Пигмалион» Б. Шоу (1990), «Всей птичке пропасть» (Власть тьмы) Л. Н. Толстого и «Отелло» У. Шекспира (1992), «Опера сумасшедшего» по «Ревизору» Н. В. Гоголя и «Плутни Скапена» Мольера (1995) и др.
За особые заслуги перед городским сообществом решением Тольяттинской городской Думы от 19 мая 1999 года № 533 Дроздову Глебу Борисовичу было присвоено звание «Почётный гражданин города Тольятти».
Был женат на народной артистке России Н. С. Дроздовой.
Глеб Борисович Дроздов умер 16 декабря 2000 года в Тольятти. Похоронен на Баныкинском кладбище Тольятти.
После смерти театру «Колесо» было присвоено имя Глеба Дроздова. На здании театра установлена мемориальная доска.

## Награды и премии
- народный артист РСФСР (1982).
- Государственная премия РСФСР имени К. С. Станиславского (1974) — за авторство пьесы (совместно с Э. И. Пашневым) и постановку спектакля «Хроника одного дня» на сцене Воронежского АТД имени А. В. Кольцова.